# 小林千晃
小林 千晃（こばやし ちあき、1994年〈平成6年〉6月4日 - ）は、日本の男性声優。神奈川県出身。大沢事務所所属。

## 経歴
15、6歳くらいの頃、映画鑑賞が好きで、俳優を目指し、映画学校に入学していたが、「自分は菅田将暉にはなれない…」と悟り、俳優を断念したという。
好きだったアニメ映画の影響で、声優になろうと決意して、大学に進学など経験。その後、20歳過ぎ頃、声優としての活動を始める。
2019年、アニメ『ガンダムビルドダイバーズRe:RISE』にてアニメ初主演。
2021年、第15回声優アワードにて新人男優賞を受賞。
2022年、第7回アニラジアワードにてBEST CREATIVE RADIO 企画ラジオ賞を受賞。

## 人物
趣味・特技には映画鑑賞、一人旅、レコード収集、格闘技を挙げている。普通自動車免許や日本ビール検定2級の資格を持っている。
中学生の時には、飽きっぽく、好奇心旺盛な性格だったため、1学年ごとに部活を変えていた。最初に入ったバスケ部をやめ、陸上部に所属したのち、親の意向でボクシングを習っていた。
声優業界に入って出会った人の中で一番うれしかった人は松岡禎丞で、声優を志した時から松岡の活躍を多くの作品で見ていたため「あの時見てた方がこんな近くにいる」と感動したという。また、ドラマCD『着飾るヒナはまだ恋を知らない』で共演した際には、変身してみたいものは何かという質問に「松岡禎丞」と答え、「自分が予想だにしない角度からのお芝居や声の使い方をするので、変身してその一端を研究したい気持ちがある」という。
影響を受けた声優は特にはおらず、事務所のマネージャーから「お前を（事務所に）とったのはお前の素材がいいと思ったからだから、別の何者かになろうとするんじゃない」と言われたことが影響しているという。

## 出演
太字はメインキャラクター。

### テレビアニメ
2017年
- Just Because!（野球部後輩、男子中学生）
- 名探偵コナン（2017年 - 2020年、配達員、無線の声）
- アイドルマスター SideM（男子）

2018年
- 宇宙よりも遠い場所（ホスト）
- 覇穹 封神演義（薪売り）
- クラシカロイド（男性A）
- Butlers〜千年百年物語〜（茶野京一）
- レイトン ミステリー探偵社 〜カトリーのナゾトキファイル〜（映画の男優）
- 百錬の覇王と聖約の戦乙女（角兵、兵士、奴隷商人、オロフ、男性客）
- はたらく細胞（赤血球1、赤血球2、赤血球3、一般細胞2、キラーT細胞1）
- ハイスコアガール（男子B、男子生徒A）
- 遊☆戯☆王VRAINS（ハノイの騎士）

2019年
- ブギーポップは笑わない（竹田啓司）
- ピアノの森（向井智）
- 川柳少女（男子D、遊園地の人々、従業員）
- Fairy gone フェアリーゴーン（保安隊 隊員）
- 賢者の孫（トニー＝フレイド）
- フルーツバスケット（配達員）
- KING OF PRISM -Shiny Seven Stars-（鷹梁潮）
- 女子高生の無駄づかい（イケメン）
- 炎炎ノ消防隊（消防隊員、白装束）
- ギヴン（駅アナウンス、友人B）
- 通常攻撃が全体攻撃で二回攻撃のお母さんは好きですか?（イス青年D）
- スタミュ（生徒）
- ヴィンランド・サガ（少年アシェラッド）
- 超人高校生たちは異世界でも余裕で生き抜くようです!（村人D）
- 慎重勇者〜この勇者が俺TUEEEくせに慎重すぎる〜（コルト）

2020年
- ダーウィンズゲーム（キョウダ）
- 妖怪学園Y 〜Nとの遭遇〜（2020年 - 2021年、九尾リュウスケ / ナインテイル、阿波戸ノリアキ）
- とある科学の超電磁砲T（敵高男子）
- 恋する小惑星（電波班男子）
- あひるの空（新城部員、観客、不良）
- イエスタデイをうたって（早川湧）
- 遊☆戯☆王SEVENS（2020年 - 2022年、七星凛之介）
- GREAT PRETENDER（枝村真人〈エダマメ〉）
- 神達に拾われた男（ジル）
- 憂国のモリアーティ（2020年 - 2021年、ルイス・ジェームズ・モリアーティ） - 2シリーズ
- 池袋ウエストゲートパーク（谷口マサル）
- ひぐらしのなく頃に業（2020年 - 2021年、不良、ダビンチの客） - 2シリーズ
- 魔女の旅々（門兵B）
- 魔法科高校の劣等生 来訪者編（パラサイト）

2021年
- 2.43 清陰高校男子バレー部（小向哲人）
- スケートリーディング☆スターズ（寺東）
- SK∞ エスケーエイト（馳河ランガ）
- キングスレイド 意志を継ぐものたち（青年）
- 転生したらスライムだった件（ショウゴ・タグチ）
- ポケットモンスター（青年）
- Sonny Boy（朝風）
- 天官賜福（扶揺）
- 精霊幻想記（サガ＝ハヤテ）
- 現実主義勇者の王国再建記（スール）
- ワッチャプリマジ!（2021年 - 2022年、御芽河祈瑠）

2022年
- 薔薇王の葬列（ジョン・グレイ）
- ありふれた職業で世界最強 2nd season（青年）
- ルパン三世 PART6（アレン）
- 群青のファンファーレ（牧皐汰）
- トモダチゲーム（片切友一）
- かぐや様は告らせたい-ウルトラロマンティック-（田中哲平）
- シュート!Goal to the Future（辻秀人）
- 転生賢者の異世界ライフ 〜第二の職業を得て、世界最強になりました〜（ユージ）
- クールドジ男子（2022年 - 2023年、一倉颯）
- 永久少年 Eternal Boys（2022年 - 2023年、吾妻創輝）
- 悪役令嬢なのでラスボスを飼ってみました（カイル・エルフォード）
- アークナイツ（2022年 - 2025年、Guard） - 2シリーズ
- VAZZROCK THE ANIMATION（竹中修斗）

2023年
- 氷属性男子とクールな同僚女子（氷室くん）
- 英雄王、武を極めるため転生す 〜そして、世界最強の見習い騎士♀〜（ラーアル・ランバー）
- とんでもスキルで異世界放浪メシ（カイト）
- 火狩りの王（照三）
- 地獄楽（2023年 - 2026年、画眉丸） - 2シリーズ
- マッシュル-MASHLE-（2023年 - 2024年、マッシュ・バーンデッド） - 2シリーズ
- カワイスギクライシス（狸塚薫）
- スプリガン（御神苗優）
- 転生貴族の異世界冒険録〜自重を知らない神々の使徒〜（クロード）
- ホリミヤ -piece-（下田）
- ラグナクリムゾン（2023年 - 2024年、ラグナ）
- 葬送のフリーレン（2023年 - 2024年、シュタルク）
- Helck（ボーウン）
- 聖女の魔力は万能です（テンユウ）
- カミエラビ（2023年 - 2024年、キョウ） - 2シリーズ
- オーバーテイク!（加賀山諒）

2024年
- 30歳まで童貞だと魔法使いになれるらしい（安達清）
- メタリックルージュ（ノイド262）
- サイエンスSARU×MBS オリジナルショートアニメ大作戦!（オオクニヌシ）
- 花野井くんと恋の病（花野井颯生）
- WIND BREAKER（佐狐浩太 ）
- ポケットモンスター (2023)（2024年 - 2025年、グルーシャ）
- 負けヒロインが多すぎる!（綾野光希）
- 夜桜さんちの大作戦（アオヌマ）
- ドラえもん（テレビ朝日版第2期）（勇者テセウス）
- 神之塔 -Tower of God-（ポー・ビダー・グストアン） - 2シリーズ
- アオのハコ（2024年 - 2025年、笠原匡）
- 魔法使いになれなかった女の子の話（キョウ＝クルマル）
- 青のミブロ（2024年 - 2025年、斎藤はじめ）
- BLEACH 千年血戦篇-相剋譚-（バズ）

2025年
- 遊☆戯☆王ゴーラッシュ!!（七星凛影）
- 戦隊レッド 異世界で冒険者になる（進藤清弘 / バンソウキラー）
- SAKAMOTO DAYS（アパート） - 2シリーズ
- ボールパークでつかまえて!（獅子尾）
- 紫雲寺家の子供たち（紫雲寺志苑）
- プリンセッション・オーケストラ（カリスト）
- 光が死んだ夏（辻中佳紀）
- 白豚貴族ですが前世の記憶が生えたのでひよこな弟育てます（青年レグルス）
- ガンバレ!中村くん!!（中村男久斗）
- 忍者と極道（多仲忍者）
- 機械じかけのマリー（ノア）

### 劇場アニメ
2010年代
- 劇場版 Fate/stay night [Heaven's Feel] II.lost butterfly（2019年、現場記者〈TVキャスター〉）
- 映画 妖怪学園Y 猫はHEROになれるか（2019年、九尾リュウスケ / ナインテイル）

2020年代
- サイダーのように言葉が湧き上がる（2021年）
- サマーゴースト（2021年、杉崎友也）
- 永久少年 Eternal Boys NEXT STAGE（2023年、吾妻創輝）
- ブルーロック あでぃしょなる・たいむ!（2024年、黒名蘭世）
- 30歳まで童貞だと魔法使いになれるらしい 特別編集版（2024年、安達清）
- KING OF PRISM -Your Endless Call- み～んなきらめけ！プリズム☆ツアーズ（2025年、鷹梁潮）

### OVA
- エロマンガ先生（2019年、カップル男、おじさん軍団）
- ACCA13区監察課 Regards（2020年、パロット[85]）
- 銀河英雄伝説 Die Neue These 激突（2022年、ピーター・リーマー）
- 憂国のモリアーティ 百合の追憶（2022年、ルイス・ジェームズ・モリアーティ）
- 憂国のモリアーティ モリアーティ家の休日（2022年、ルイス・ジェームズ・モリアーティ）

### Webアニメ
- 衛宮さんちの今日のごはん（2018年、店員）
- ガンダムビルドダイバーズRe:RISE（2019年 - 2020年、ヒロト〈クガ・ヒロト〉[86][4]） - 2シリーズ[一覧 9]
- ガンダムビルドダイバーズ バトローグ（2020年、クガ・ヒロト）
- ヴァンパイア・イン・ザ・ガーデン （2022年、アレグロ[87]）
- スプリガン（2022年、御神苗優[88]）
- Fate/Grand Order 藤丸立香はわからない（2023年、バーソロミュー・ロバーツ）
- 幼女社長R（2023年、部下）
- ガンダムビルドメタバース（2023年、ヒロト[89]）
- GREAT PRETENDER razbliuto（2024年、エダマメ[90]）
- ムーンライズ（2025年、ジェイコブ・シャドウ[91]）
- ディズニー ツイステッドワンダーランド ザ アニメーション（2025年、デュース・スペード[92]）

### ゲーム
2019年
- メイプルストーリー2（シーフ）
- クラッシュフィーバー（ベートーヴェン)
- Fate/Grand Order（バーソロミュー・ロバーツ）
- ダンキラ!!! - Boys, be DANCING! -（愛宕蓮太郎）
- SDガンダム GGENERATION CROSSRAYS（一般兵ボイス〈クールA〉）
- ドラガリアロスト（シオン）
- 妖怪ウォッチ ぷにぷに（九尾リュウスケ / ナインテイル）

2020年
- メイプルストーリー（カーライル）
- ディズニー ツイステッドワンダーランド（デュース・スペード）
- 妖怪学園Y 〜ワイワイ学園生活〜（九尾リュウスケ / ナインテイル、阿波戸ノリアキ）
- ファンタジーライフ オンライン（ナインテイル）
- 遊戯王 デュエルリンクス（藍神）
- ワールドフリッパー（ヤクモ）

2021年
- ファイアーエムブレム ヒーローズ（ロナン）
- クッキーラン: キングダム（スパークリング味クッキー）
- SHOW BY ROCK!! Fes A Live（13〈イミ〉）
- 誰ガ為のアルケミスト（ニムル）
- ドラゴンクエスト X オンライン（クオード / グルヤンラシュ）
- ボーダーレイン（ゴウヤ、ガンシュ）
- イリュージョンコネクト（イアーソーン）
- グランブルーファンタジー（2021年 - 2025年、レヴィオン新王〈オードリック〉、ソワカ）
- 遊戯王ラッシュデュエル 最強バトルロイヤル!! （七星凛之介）
- 文豪とアルケミスト（ランボー）
- A3!（芹沢灯）
- 月姫 -A piece of blue glass moon-
- Shadowverse（デモニックソルジャー、嵐を呼ぶ翼人、鉄翼のエクスプローラー）
- 食物語（龍鳳配）

2022年
- 機動戦士ガンダム アーセナルベース（ヒロト）
- 崩壊3rd（コズマ）
- 共闘ことばRPG コトダマン（ンシャープ、イシンジ、イシンジ〈Xmas〉）
- グランサガ（ウラエル）
- 蒼焔の艦隊（桑野肇）
- 転生したらスライムだった件 魔王と竜の建国譚（ショウゴ・タグチ）
- ハーヴェステラ（男性主人公）
- 熱血硬派くにおくん外伝 RIVER CITY GIRLS 2（リキ）
- 魔界王子と魅惑のナイトメア（アキア・モーナス）

2023年
- 永久少年Side Project -トワイライトなスピカ-（吾妻創輝）
- モンスターストライク（2023年 - 2024年、画眉丸、シュタルク、アオヌマ）
- 機動戦士ガンダム エクストリームバーサス2（2023年 - 2025年、ヒロト） - 2作品
- グランドサマナーズ（画眉丸）
- ファイナルファンタジーVII エバークライシス（マット・ウィンザード）
- Engage Kill（エンゲージ・キル）（六路木景）
- キューピット・パラサイト -Sweet & Spicy Darling.-（レイ・アンダー）
- リアセカイ（ブラッド）
- ダークテイルズ（ラグナ）
- ニューラルクラウド（ペナンブラ）

2024年
- ドラゴンエッグ（シュタルク）
- 白夜極光（ラショウ）
- 泡沫のユークロニア（矢代）
- 18TRIP（大黒可不可）
- ブレイクマイケース（宇京真央）
- 百英雄伝（ルディ）
- REYNATIS/レナティス（霧積真凛）
- あんさんぶるスターズ!!（滝維吹）
- タマモンワールド（パラディン）
- BLUE PROTOCOL（アヴニンテ）
- 白猫プロジェクト（アルタ）
- 転生したらスライムだった件 テンペストストーリーズ（ショウゴ）
- 鳴潮（相里要）
- 燃えよ!乙女道士 〜華遊恋語〜（ウロ）
- 城とドラゴン（シュタルク）
- ロマンシング サガ2 リベンジオブザセブン（クジンシー）
- 俺だけレベルアップな件 ARISE（バルカ）
- 地獄楽 パラダイスバトル（画眉丸）

2025年
- トライブナイン（黒中曜）
- WIND BREAKER 不良たちの英雄譚（佐狐浩太）
- マッシュル-MASHLE- マッスルパズル（マッシュ・バーンデッド）
- スーパーロボット大戦DD（スティーヴ・アームストロング）
- BYAKKO ～四神部隊炎恋記～（飯山貞吉）

時期未定
- ホーンテッド・オバケストラ Vol.2 Bianke（知章 / テオ）

### ドラマCD
2019年
- 劇場版 Fate/stay night [Heaven's Feel] II.lost butterfly Original Drama CD「インタビュー 未推敲 掲載予定なし」（男子生徒）

2020年
- 劇場版 鬼滅の刃 無限列車編 パンフレット豪華版 付属ドラマCD
- 穏やか貴族の休暇のすすめ。（2020年 - 2022年ヒスイ、冒険者、アスタルニアのギルド職員）
- 「VAZZROCK」COLORシリーズ [-YELLOW-] 「Yellow belly」（竹中修斗）

2021年
- 薬屋のひとりごと（羅半）
- Live us vol.1〜vol.6（紳司暁斗）
- あいむ総理ぃ I'm Sorry ドラマCD vol.1〜2 （ベア）

2022年
- Paradox Live Opening Show-Road to Legend-（2022年 - 、御子柴賢太）
- ディア♥ヴォーカリスト（MATSU）
- #となりの男の子（矢吹冬吾）
- Prince Letter(s)! フロムアイドル（冥王院カイ）
- 真夜中男子めし（2022年 - 、八雲宙）

2023年
- 朗読喫茶噺の籠 初恋
- Perfumer〜私の調香師〜（2023年 - 、春瀬イツキ）
- 地獄楽『言の葉ノ想ひ』（画眉丸）
- FABULOUS NIGHT（2023年 - 、蛇）

2024年
- 本好きの下剋上『ハンネローレの貴族院五年生』（2024年 - 、レスティラウト）

### BLCD
2018年
- プリンシプル（電気屋のノンケ）

2019年
- サハラの黒鷲（2019年 - 2020年、マキシュ、ロゥ）
  - サハラの黒鷲2 sideアルキル　

- ロストバージン（蜜也）
- ドSおばけが寝かせてくれない2（村上）

2020年
- ご利用は計画的に（哲）
- サラブレッドはなびかない（肉食男子）
- 君ってやつはこんなにも（紺野の友人1）
- 好物は真夜中のうちに腹のなか（2020年 - 2023年、高城兄弟、ラジオ局スタッフ、社員、スチール撮影現場のスタッフ）
  - 好物は愛しいあなたの腹のなか

2021年
- 彼のいる生活（夏川涼太）
- 狂い鳴くのは僕の番;β3（白取兄）
- 濡れトロ3P 大人のオモチャモニター 下（海斗エバンス）
- そんなに言うなら抱いてやる（2021年ー2025年、ももき）
  - そんなに言うなら抱いてやる2
  - そんなに言うなら抱いてやる3

- 跪いて愛を問う （2021年 - 2022年、正己）
  - 跪いて愛を問う ※シェリプラス2022-03月号付録

- イキガミとドナー（小池）
- シュガードラッグ（出水春明）
  - シュガードラッグ 薬学side

- コスメティック・プレイラバー（2021年－2024年、間宮棗）
  - コスメティック・プレイラバー2

2022年
- フェイクファクトリップス（2022年ー2024年、志藤全）
  - フェイクファクトリップス break

- 春懸けて、鶯（花巻）
- 寺野くんと熊崎くん（2022年-2025年、寺野匠海）
  - 寺野くんと熊崎くん2

- 僕の番はサラブレットΩ（浅香礼旺）
- 甘えたい獣（大島千明）
- この手を離さないで（2023年―2024年、北原雅）
  - この手を離さないで２

2023年
- この度幼なじみと仮婚します（千葉涼介）
- pop one's cherry（日下部廉次）
- バーチャルくんはおとなりさんから逃げたい（2023年－2024年、小野恵太）
  - バーチャルくんはおさななじみを希う（小野恵太）

- ロスタイムに餞を（成瀬尽）
- 嫌いでいさせて4（伊織）
- フェロウメロウ（閏間茜）
- 幕が下りたら僕らは番（蜂谷密生）
- ふたりあそび（2023年－2025年、工藤夏稀）
  - ふたりあそび2

- Sub様、躾の時間です1（愛瑠）
- 友達はキスしない！（日高基）

2024年
- 俺のサブを暴くな（木花朱来）
- 好きにさせてみせるから！ 3rd step 特装版CD付（桜田ひろ）
- 着飾るヒナはまだ恋を知らない（漆原覚）
- ハッピークソライフ東京編（宇津巻）
- オフステージラブサイド（リュウ）
- モンスターアンドゴースト１（勇樹兜）
- ピンクハートジャム（灰賀優希）
- 抱かれたい男1位に脅されています。9（健流）

2025年
- お前のほうからキスしてくれよ（神田瑛人）
- 狼くんの愛はちょっと不機嫌（辻本鳴）
- 誰か夢だと言ってくれ（真柴樹）

### デジタルコミック
- ニッターズハイ!（2021年、類[130]）
- 好きにさせてみせるから！（2022年、桜田ひろ[131]）
- 高良くんと天城くん（2022年、瀬川[132]）
- 君のことだけ見ていたい（2022年、咲良[133]）
- 未亡人エルフの金森さん（2023年、悠介[134]）
- 99％サキュバスちゃん（2023年、サイダー[135]
- 三途の川アウトレットパーク（2024年、烏目[136]）
- ヒツジ飼いの兄妹（2024年、ウル[137]）
- 鴉天狗様と最愛の契り〜落ちこぼれの私が、最強のあやかしに執着するまで〜（2025年、一ノ瀬蒼）
- 根暗騎士による溺愛満喫中のブサ猫、実は聖女です（2025年、イシス）

### オーディオブック
- Audible 寝たまんまヨガ 優しい眠りの瞑想（2023年）
- オーディオブック「流浪の月」（2023年、佐伯文 [138]）
- Audible 「木挽町のあだ討ち」（2023年）
- Audible  「おのぞみの結末」（2025年）

### ボイスドラマ
- Live us（2021年 - 、紳司暁斗[139]）
- VS AMBIVALENZ（2021年 - 、 JINTARO、CION[140]）
- Please marry me.〜Voice for you〜（2022年、七海牧）
- 恋が暴走する惑星 『先輩のこと好きなので』（2022年、篠宮晴人[141]）
- ポラポリポスポ（2023年 - 、チアキ）
- 鋼の錬金術師 MOBILE 白銀の号哭（2024年、ユーイン・グランディ[142]）
- ギャップ日和（2024年、一路仁[143]）
- ASMR研究会（2024年 - 、狗尾草文）
- ラジオドラマ「二哈と彼の白猫師尊」日本語版（2025年、師昧[144]）
- 君のとなりで恋してる。（2025年、保科朔[145]）

### PV
- 戦争は女の顔をしていない コミック朗読PV（2020年、ワーニャ）
- 辺境の貧乏伯爵に嫁ぐことになったので領地改革に励みます 〜ドラゴンと公爵令嬢〜 PV（2022年、セルジュ[146]）
- 誰か夢だと言ってくれ　5巻発売記念スペシャルPV（2022年、真柴樹）
- ヘルハウンド PV（2023年、ナレーション）
- 抱きしめてついでにキスも 11巻発売記念動画（2023年、竹田虎太朗）[147]
- カラオケ行こ！、ファミレス行こ。スペシャルPV（2023年、岡聡実）
- 友達の姉ちゃんに恋した話（2024年、有沢遥翔）
- 平成敗残兵⭐︎すみれちゃん（2024年、雄星）
- 神獣の守護人-秦國博宝局宮廷物語-（2024年、万千田苑閂）
- 偽りのフレイヤ（2024年、アレクシス）
- 魔物使いの娘〜緑の瞳の少女〜（2024年、ハクラ）

### CM
- 日本生命
  - 「Play,Support.桐生祥秀 START篇」[148]
  - 「Play,Support.女子バレー・あなたのエール篇」
- Pixivコミック 「マンガは、愛だ」60秒ロングバージョン（2018年）
- 東進ハイスクール10/28（日）全国統一高校生テスト
- リコー「働き方革命 宣言編」
- イトーヨーカドー 11/21号 ハッピー大感謝祭（高井）
- 三菱自動車
  - eKX「ハイパフォーマンス軽SUV登場」篇[149]
  - eKX「MI-PILOT」篇（2019年）
- 牧場しぼり「新鮮で選ぼう 酪農家」篇（2019年）[150]
- ゼノンザード「粗品の嫉妬」篇（2019年）[151]
- 今まで一度も女扱いされたことがない女騎士を女扱いする漫画 コミックスCM
- 映画『九月の恋と出会うまで』予告
- LEFT ALIVE TVCM（2019年）
- 青のSP（スクールポリス）—学校内警察・嶋田隆平—〈60秒〉[152]
- ヤマサ醤油「うま肉鍋つゆシリーズ」 / 令和版桃太郎一家の鍋事情〜桃生まれ、肉育ち！今日からおまえは肉太郎！〜 篇（2022年）
- 女神の教室〜リーガル青春白書〜 PR動画（2023年）
- たまらないのは恋なのか コミックスCM（2024年、美澄）
- エモーション・コントローラー コミックスCM（2024年、克巳）

### 吹き替え

#### 映画
- アフター（2019年、ハーディン〈ヒーロー・ファインズ・ティフィン〉）
- Girl/ガール（2019年）
- SEOBOK/ソボク（2021年、ソボク〈パク・ボゴム〉[153]）
- あなたがここにいてほしい（2022年、ダーチャオ）
- ビートルジュース ビートルジュース（2024年、ジェレミー〈アーサー・コンティ〉[154]）
- ボルテスV レガシー（2024年、スティーヴ・アームストロング〈ミゲル・タンフェリックス〉[155]）
- ジュラシック・ワールド/復活の大地（2025年、ザビエル・ドブス〈デヴィッド・アイアコノ〉[156]）

#### ドラマ
- アンディ・マック（2018年、ウォーカー）
- オール・アバウト・ワシントン（2018年、マリク）
- NCIS 〜ネイビー犯罪捜査班（2019年）
- BULL / ブル 法廷を操る男（2019年 - ）
- メリー・アン・シングルトンの物語（2019年、ジェイク）
- AJ&クイーン（2020年、女装家、セス、アダム）
- 王への手紙（2020年）
- フィジカル（2021年）
- レポーター・ガール（2021年）
- ファウンデーション（2021年、ドーン）
- ALERT 失踪者緊急警報（2024年、キース・グラント〈グレアム・ヴァーシェール〉[157]）

#### アニメ
- ボス・ベイビー（2020年、ワグビィ）
- ミューン 月の守護者の伝説 Mune : Le Gardien de la Lune（2022年、リユーン）
- タラ・ダンカン（2022年、ロバン・マンジル）

### ラジオ
※はインターネット配信。
- Butlers 〜千年百年音語〜（2018年、音泉※）[158]
- GREAT PRETENDER 〜詐欺師の宴〜（2020年、音泉※）[159]
- MAN TWO MONTH RADIO 小林千晃の千折不撓（2020年、超!A&G+※）[160]
- 小林さんのラジオは9番目ぐらいを目指す（2020年 ‐ 、音泉※）[161]
- 小林千晃のBlue Monologue（2021年 - 2025年、超!A&G+※）[162]
- Twisted Radio Station （2022年、YouTube※）
- Paradox Live Talking Show vol.3 （2022年、YouTube※）
- MASH RADIO（2023年 - 、音泉※・YouTube※）[163][164]
- TVアニメ地獄楽「神仙郷放送局」（2023年 - 、音泉※）[165][166]
- 天才軍師（2023年 - 2025年、超A&G+※）
- 小林千晃のPARTY×PARTY（2025年 - 、文化放送）[167]

### ナレーション
- デサント[168]（2016年）
- PS4 Lineup Music Video『LINEUP TOUR 2018（Dance Remix）』ft.☆Taku Takahashi（m-flo）+YUC’e+hy4_4yh+カムラ ミカウ（2018年）
- レ・ミゼラブル 終わりなき旅路 放送記念 モンテ・クリスト伯 悪夢の再来ダイジェストSP！（2019年）[169]
  - レ・ミゼラブル 終わりなき旅路（2019年）ティザー映像
- シャーロック アントールドストーリーズ（2019年）ティザー映像（制作発表会見版）・予告
- 仮面病棟（2020年）メイキング映像[170]
- 潜入弁護士〜Class of Lies〜（2021年）予告[171]
- ナイト・ドクター（2021年）ティザー映像[172]
- Summer of 85（2021年）予告[173]
- 転生少女の履歴書 第11巻PV（2021年）
- 傭兵団の料理番 第11巻PV （2021年）
- 映画「文豪ストレイドッグス BEAST」予告（2022年）[174]
- 競争の番人（2022年、フジテレビ）[175]
- マルちゃん正麺 ガリバタ肉野菜正麺（2022年）
- 東京マラソン2023（2023年）
- 君子盟 トレーラー（2023年）
- NHK MUSIC EXPO 2024（2023年）

### テレビ番組
※はインターネット配信。
- ディズニー ツイステッドワンダーランド チャンネル（2020年1月27日 - 、AbemaTV※）[176]
- 市川蒼・小林千晃の「これでもテンション上がってます！」（2020年８月26日 ‐ 、ニコニコ生放送※）[177]
- 小林千晃の魔王道（2020年10月4日 ‐ 、ニコニコ生放送※）[178]
- 八代＆小林のゲームツーリズム♪ 〜Presented by オトメイト〜（2021年 - 、OPENREC.tv ※）[179]

### テレビドラマ
- 競争の番人第8話（2022年8月29日、フジテレビ） - ニュースキャスター 役
- クールドジ男子 最終話（2023年7月1日、テレビ東京） - コンビニ店員 千亜木 役[180]

### 舞台
- 朗読劇「レスティリズム- L'asterisme-」（2018年、ムーン[181]）
- 声優朗読劇フォアレーゼン 愛知公演（2021年）
- 朗読劇 Time [never] comes back!?（2022年）
- 朗読劇 大正ストレンヂア（2022年）
- 朗読劇 オペラ座の怪人（2023年、子爵・ラウル）
- 朗読劇 鬼の花嫁（2023年、狐月瑶太）
- イクニプロデュース Reading in the dark「春琴の佐助」牡丹チーム（2024年、佐助[182]）
- 幻調乱歩4 夜明けに怯える怪機城（2025年）[183]

## ディスコグラフィ

### キャラクターソング
| 発売日         | 商品名 | 歌                                                                                                   | 楽曲                                                                   | 備考                                                                                 |
| -------------- | --- | --- | ---------------------------------------------------------------------- | ------------------------------------------------------------------------------------ |
| 2021年2月24日  | SK∞ エスケーエイト オリジナルサウンドトラック                                                                              | 馳河ランガ（小林千晃）                                                                               | 「Dimensions of the Wind」                                             | テレビアニメ『SK∞ エスケーエイト』関連曲                                             |
| 2021年12月22日 | VS AMBIVALENZ 1st Season MINI ALBUM「Go My Own Way」                                                                       | VS AMBIVALENZ                                                                                        | 「Go My Own Way」 「Restart」 「it's you!」                            | 『VS AMBIVALENZ』関連曲                                                              |
| 2021年12月22日 | Sunrise | unknown order                                                                                        | 「Sunrise」 「All One Knows」                                          | 『Live us』関連曲                                                                    |
| 2022年3月30日  | Paradox Live Opening Show-Road to Legend-                                                                                  | 獄Luck                                                                                               | 「STRONGER」                                                           | 『 Paradox Live 』関連曲                                                             |
| 2022年3月30日  | VS AMBIVALENZ 2nd Season MINI ALBUM「PreOrder」                                                                            | VS AMBIVALENZ                                                                                        | 「Fight-or-Flight」                                                    | 『VS AMBIVALENZ』関連曲                                                              |
| 2022年4月1日   | あいむ総理ぃ I'm Sorry ドラマCD vol.1 「総理が異世界転生！？」                                                             | DJ博文（藤崎雄大）、ベア（小林千晃）、仙次郎（蒼井翔太）、カーク・ウェイ（古川慎）さかえ（豊永利行） | 「SpeechOnMusic」                                                      | ドラマCD『あいむ総理ぃ I'm Sorry』挿入歌                                             |
| 2022年6月29日  | VSA Musical | VS AMBIVALENZ                                                                                        | 「スペシャル！」 「サンライズ・イン・ジ・アイズ」 「ビバレンソング！」 | 『VS AMBIVALENZ』関連曲                                                              |
| 2022年8月3日   | テレビアニメ「群青のファンファーレ」キャラクターソング Vol.2                                                               | 京力秋樹（糸川耀士郎）、牧皐汰（小林千晃）                                                           | 「青い記憶」                                                           | テレビアニメ『群青のファンファーレ』関連曲                                           |
| 2022年8月31日  | Paradox Live -Road to Legend- Round1 "RAGE"                                                                                | 獄Luck                                                                                               | 「Fight For Liberty」                                                  | 『 Paradox Live 』関連曲                                                             |
| 2022年10月15日 | FINAL Season MINI ALBUM -Still On Journey-                                                                                 | VS AMBIVALENZ                                                                                        | 「Still On Journey」 「Close to you」                                  | 『VS AMBIVALENZ』関連曲                                                              |
| 2022年11月2日  | テレビアニメ「シュート！Goal to the Future」キャラクターソング                                                             | 辻秀人（小林千晃）、黒川昴流（土岐隼一）、風馬成（小野友樹）                                         | 「Field of Contrail」                                                  | テレビアニメ『シュート！Goal to the Future』関連曲                                   |
| 2022年11月23日 | 永久少年 Eternal Boys ステージ1                                                                                            | Story of Love                                                                                        | 「FRIENDS」                                                            | テレビアニメ『永久少年 Eternal Boys』エンディングテーマ                              |
| 2022年11月30日 | Flash! | PICG                                                                                                 | 「Flash!」                                                             | テレビアニメ『クールドジ男子』エンディングテーマ                                     |
| 2022年11月30日 | Flash! | 一倉颯（小林千晃）                                                                                   | 「Flash!」                                                             | テレビアニメ『クールドジ男子』関連曲                                                 |
| 2023年1月25日  | 永久少年 Eternal Boys ステージ2                                                                                            | Story of Love                                                                                        | 「PERFECT WORLD」                                                      | テレビアニメ『永久少年 Eternal Boys』関連曲                                          |
| 2023年2月1日   | Paradox Live -Road to Legend- Consolation Match "SHOWDOWN"                                                                 | 獄Luck                                                                                               | 「Trigger」 「Rap Guerrilla Reload -Paradox Live All ARTISTS-」        | 『 Paradox Live 』関連曲                                                             |
| 2023年2月22日  | たいせつ | PICG                                                                                                 | 「たいせつ」                                                           | テレビアニメ『クールドジ男子』エンディングテーマ                                     |
| 2023年2月22日  | たいせつ | 一倉颯（小林千晃）                                                                                   | 「たいせつ」                                                           | テレビアニメ『クールドジ男子』関連曲                                                 |
| 2023年3月22日  | 永久少年 Eternal Boys ステージ3                                                                                            | Story of Love                                                                                        | 「Story of Love」                                                      | テレビアニメ『永久少年 Eternal Boys』エンディングテーマ                              |
| 2023年4月21日  | From Me | XlamV                                                                                                | 「From Me」                                                            | 『XlamV』関連曲                                                                      |
| 2023年9月27日  | PICG VOCAL COLLECTION #1 「DOJI」                                                                                          | PICG                                                                                                 | 「DOJI」                                                               | テレビアニメ『クールドジ男子』関連曲                                                 |
| 2023年9月27日  | PICG VOCAL COLLECTION #1 「DOJI」                                                                                          | 一倉颯（小林千晃）                                                                                   | 「DOJI」                                                               | テレビアニメ『クールドジ男子』関連曲                                                 |
| 2024年3月27日  | マジカルラブ | 足達清（小林千晃）、黒沢優一（鈴木崚汰）                                                             | 「マジカルラブ」 「マジカルラブ（黒沢心の声だだ漏れVer）」             | テレビアニメ『30歳まで童貞だと魔法使いになれるらしい』エンディングテーマ             |
| 2024年3月27日  | マジカルラブ | 足達清（小林千晃）                                                                                   | 「マジカルラブ（安達ソロ ギターVer）」                                 | テレビアニメ『30歳まで童貞だと魔法使いになれるらしい』エンディングテーマ             |
| 2024年12月11日 | TVアニメ「30歳まで童貞だと魔法使いになれるらしい」特別編集版EDテーマ『ラブキャンドル』&オリジナルサウンドトラック アルバム | 安達清（小林千晃）、黒沢優一（鈴木崚汰）、柘植将人（古川慎）、綿矢湊（佐藤元）                       | 「ラブキャンドル」                                                     | 劇場アニメ『「30歳まで童貞だと魔法使いになれるらしい」特別編集版』エンディングテーマ |
| 2024年12月11日 | TVアニメ「30歳まで童貞だと魔法使いになれるらしい」特別編集版EDテーマ『ラブキャンドル』&オリジナルサウンドトラック アルバム | 安達清（小林千晃）、黒沢優一（鈴木崚汰）                                                             | 「ラブキャンドル」                                                     | 劇場アニメ『「30歳まで童貞だと魔法使いになれるらしい」特別編集版』関連曲             |
| 2024年12月11日 | TVアニメ「30歳まで童貞だと魔法使いになれるらしい」特別編集版EDテーマ『ラブキャンドル』&オリジナルサウンドトラック アルバム | 安達清（小林千晃）                                                                                   | 「ラブキャンドル」                                                     | 劇場アニメ『「30歳まで童貞だと魔法使いになれるらしい」特別編集版』関連曲             |
| 2025年7月7日   | 使命は赤きセレナーデ | バンド・スナッチ                                                                                     | 「使命は赤きセレナーデ」                                               | テレビアニメ『プリンセッション・オーケストラ』エンディングテーマ                     |
| 2025年7月7日   | 使命は赤きセレナーデ | カリスト（小林千晃）                                                                                 | 「使命は赤きセレナーデ -Ver. First Blood-」                            | テレビアニメ『プリンセッション・オーケストラ』挿入歌                                 |
| 2025年7月7日   | 使命は赤きセレナーデ | カリスト（小林千晃）                                                                                 | 「エスコートダイヤモンド」                                             | テレビアニメ『プリンセッション・オーケストラ』挿入歌                                 |